# 136 Sztab Dywizyjny do Zadań Specjalnych
136 Sztab Dywizyjny do Zadań Specjalnych (niem. Divisionsstab z.b.V. 136) - organ dowódczy Wehrmachtu w 1944 r. pod koniec II wojny  światowej.
Sztab został utworzony 25 kwietnia 1944 r. w okupowanej Antwerpii na bazie 721 Sztabu Dowódczego Ostruppen. Był podporządkowany 15 Armii i początkowo kontrolował 18 kompanii składających się z żołnierzy cierpiących na choroby układu pokarmowego. Na jego czele 1 maja tego roku stanął gen. Christoph Graf zu Stolberg-Stolberg. 
28 maja w skład  Divisionsstab z.b.V. 136 weszło też rozwiązane dowództwo  Küstenverteidigungs-Abschnitt "Antwerpen", którego zadaniem była obrona miasta i portu Antwerpia przed nacierającymi wojskami alianckimi. 

## Struktura organizacyjna
Sztabowi podlegały następujące oddziały wojskowe, liczące ogółem ok. 16 tys. żołnierzy:
- 600 Batalion Wschodni (złożony z Kozaków), który miał bronić mostów na rzece Rupel, na południe od Antwerpii,
- (M)I/136 "Magen" Bataillon (złożony z żołnierzy z problemami zdrowotnymi),
- (M)II/136 "Magen" Bataillon (złożony z żołnierzy z problemami zdrowotnymi),
- dwa bataliony 16 Pułku Ochronnego,
- Batalion Vlaamse Wacht,
- Pionierlandungsbataillon 86,
- pododdziały 520 Komendantury Polowej,
- pododdziały Komendantury Poligonu Wojskowego Maria-ter-Heide,
- pododdziały Luftwaffe i Kriegsmarine.

W dniach 4-5 września doszło do obrony Antwerpii przed atakiem brytyjskiej 11 Dywizji Pancernej, podczas której oddziały niemieckie zostały rozbite, zaś gen. Ch. Graf zu Stolberg-Stolberg wzięty do niewoli. Divisionsstab z.b.V. 136 rozwiązano oficjalnie 30 października.